# Ibra College of Technology
Das Ibra College of Technology ist ein staatliches College in Ibra in Oman. Es ist eines von sieben Technical Colleges in Oman und zählt zum tertiären Bildungssektor.
Das College wurde ursprünglich als Berufsfachschule im Schuljahr 1982/83 gegründet und unterstand der Schulaufsicht durch die omanische Vocational Training Authority. Ab dem Schuljahr 1993/94 bot es unter dem neuen Namen Ibra Technical Industrial College zunächst bis 1995 berufsbildende Lehrgänge in Arabisch und anschließend bis 2001 General National Vocational Qualification in Englisch an. Während dieser Zeit wurde es vom omanischen Ministry of Social Affairs for Labour and Vocational Training beaufsichtigt. 2001 wurde es zum College aufgewertet und trägt seither seinen heutigen Namen. Es untersteht seitdem der Aufsicht durch das omanische Ministry of Manpower (MoMP). Seit dem akademischen Jahr 2003/2004 wird ebenfalls ein Bachelor-Studiengang angeboten.
Das College befindet sich auf einem eigenen großzügigen Campus. Auf dem Gelände befinden sich Lehrgebäude der verschiedenen Fachrichtungen sowie ein Sprachzentrum für Englisch. Daneben befinden sich auf dem Areal ein Verwaltungsgebäude, Wohngebäude für Angestellte des College, eine Mensa für männliche Studenten und Besucher, eine Mensa für weibliche Studierende, ein Fußballplatz, eine Moschee, ein Theater, verschiedene Geschäfte, verschiedene Sportstätten, ein Clubhaus, eine Sanitätsstation sowie mehrere Parkplätze.
Zulassungsvoraussetzung ist das General Secondary School Certificate, das nach einem 12-jährigen Schulbesuch erworben werden kann. Angeboten werden einjährige Zertifikatskurse, zweijährige Diploma-Kurse sowie dreijährige Higher-Diploma-Kurse in Engineering, Business Studies sowie Information Technology.
Im akademischen Jahr 2008/2009 studierten insgesamt 2825 Studenten (davon 910 Studentinnen) am College.